# Afrikansk sporrgök
Afrikansk sporrgök (Centropus grillii) är en fågel i familjen gökar inom ordningen gökfåglar.

## Utbredning
Fågeln förekommer i det inre Afrika söder om Sahara.

## Status
IUCN kategoriserar arten som livskraftig.

## Namn
Fågelns vetenskapliga artnamn hedrar den svenska zoologen Johan Wilhelm Grill (1815-1864)